# Đảo Hà Nam
Đảo Hà Nam là một bãi phù sa cổ, có địa hình thấp hơn mực nước biển (khi thủy triều lên) ở phía nam sông Chanh, chu vi đê 34 km, trong địa phận thị xã Quảng Yên (thành lập năm 2011 trên cơ sở huyện Yên Hưng), tỉnh Quảng Ninh. Do có địa hình bốn bề là nước nên Hà Nam được gọi là đảo. Phía Bắc đến Đông Bắc giáp khu đất liền thị xã Quảng Yên. Phía Đông đến Đông Nam là cửa sông Chanh, hướng ra biển, giáp một số cồn bãi nhỏ. Phía Nam, tây Nam hướng ra cửa biển giáp huyện đảo Cát Hải, Phía Tây giáp bãi Nhà Mạc, thuộc Quảng Ninh. Phía Tây Bắc giáp Thủy Nguyên Hải Phòng.
Đảo Hà Nam bao gồm 2 phường Phong Cốc (Trước 1.7.2025 là phường Nam Hòa, phường Phong Cốc, phường Yên Hải và xã Cẩm La) và phương Liên Hòa (Trước 1.7.2025 là phường Phong Hải, xã Liên Hòa, Liên Vị và Tiền Phong)

## Địa chất, địa mạo cảnh quan và đặc điểm tự nhiên
Địa chất khu vực thuộc cùng địa tầng với khu vực đồng bằng sông Hồng, thời gian thành tạo non trẻ, thuộc trầm tích kỷ đệ tứ, giới Kainozoi.
Địa hình bằng phẳng dạng lòng chảo, cao độ nền thấp hơn mực nước biển, hầu như không thể thấy được dấu ấn địa hình tự nhiên do bàn tay con người đã bồi đắp lượng lớn đất để cải tạo bề mặt. Địa hình tự nhiên chủ yếu còn thấy được ở khu vực ngoài đê bao, các rừng cây ngập mặn. Bề mặt địa hình bị chia cắt mạnh bởi mạng lưới sông ngoài, kênh rạch.
Điều kiện địa chất thủy văn: Đảo nằm cô lập, các ao, hồ, đầm, đìa đóng vao trò là nguồn trữ nước chính cung cấp cho mạng lưới sông ngòi, hướng dòng chảy chính là Tây Bắc - Đông Nam, chế độ nước bị chi phối mạnh bởi điều kiện tự nhiên và khí tượng. Bao quanh đảo là sông và biển, chịu ảnh hưởng của chế độ thủy triều. Bề mặt địa hình thấp hơn mức xâm thực địa phương.
Điều kiện địa chất công trình: Khu vực chủ yếu gồm trầm tích có tuổi đời thành tạo non trẻ, trầm tích aluvi, bở rời, bồi tích phù xa, kém ổn định và dễ sụt lún.
Do vị trí đặc biệt quả mình, đảo Hà Nam có đặc điểm khí hậu đặc trưng của vùng biển, thường hay phải hứng chịu ảnh hưởng tiêu cực của thiên tai, nhất là mưa bão, xâm ngập mặn, mực nước dâng do biến đổi khí hậu. Tuyến đê bao là công trình bảo vệ chủ yếu do toàn đảo thấp hơn mực nước biển.

## Lịch sử

### Thời kỳ thành lập
Sau khi nhà Lê sơ thành lập, triều đình có nhu cầu mở rộng kinh thành Thăng Long, xây dựng trung tâm văn hóa, tâm linh mới về phía nam kinh thành, cụ thể là khu vực phường Kim Liên, phủ Hoài Đức. Dân chúng nơi này đã hiến đất cho triều đình rồi chuyển đi nơi khác sinh sống. Năm 1434, niên hiệu Thiệu Bình năm thứ nhất, vua Lê Thái Tông lên ngôi, khuyến khích dân chúng đi khai khẩn đất hoang, mở mang diện tích canh tác nhằm phát triển nông nghiệp. Nhóm các cụ gồm Vũ Song, Vũ Hồng Tiệm, Bùi Huy Ngoạn, Ngô Bách Đoan, Nguyễn Phúc Cốc, Nguyễn Phúc Thắng, Nguyễn Phúc Vinh, Lê Khép, Lê Mở, Vũ Tam Tỉnh, Vũ Giai, Nguyễn Nghệ, Nguyễn Thực, Bùi Bách Niên, Phạm Việt, Dương Quang Tín, Dương Quang Tấn, Hoàng Nông, Hoàng Nênh trú tại phường Kim Hoa (nay là phường Kim Liên), huyện Thọ Xương, phủ Hoài Đức, phía Nam thành Thăng Long (nay thuộc Đống Đa, Hà Nội) đã cùng nhau sắm thuyền, xuôi theo sông Hồng đến cửa sông Bạch Đằng. Họ là những người lao động, những kẻ sĩ, sống chủ yếu bằng canh tác nông nghiệp và đánh cá ven hồ, ven sông Kim Ngưu ở Thăng Long, nhưng cũng có những người có trình độ học vấn cao. Theo bằng sắc Khải Định thứ 9 (1925), các tiên công khi mới đặt chân xuống đây đã có năm người là Quốc Tử giám sinh và 3 người đỗ Hiệu sinh. Tuy rằng lúc đó vùng Hà Nam còn hoang vu, ngập nước nhưng họ nhận thấy khu vực này có những điều kiện tốt có thể sinh sống lâu dài, đặc biệt là nguồn nước ngọt, nên bèn cùng nhau quai đê lấn biển, thau chua rửa mặn đất đai, lập nên xã Phong Lưu, gồm 4 làng Phong Cốc, Cẩm La, Yên Đông, Trung Bản, là khu vực trung tâm đảo, cả về quy mô và mức độ trù phú. Đây là tốp đầu tiên của công cuộc khai hoang lập ấp, áp dụng phương thức khai canh tập thể, tức là nhiều gia đình hợp lại cùng quai đê lấn biển lập làng, ruộng đất chia đều cho từng suất đinh tham gia khai khẩn, 3 năm đổ chương chia lại ruộng đất.
Nhóm Hoàng Kim Bảng, ở tổng Đại Hoàng, huyện Chân Định, phủ Kiến Xương (nay thuộc Thái Bình). Nguyên ông Hoàng Kim Bảng gốc Họ Hoàng từ Thăng Long, đã cùng họ Vũ, Trần, Nguyễn lánh nạn Hồ Quý Ly mới về sinh tụ tại Trà Lũ, lập các làng Văn Lang, Vũ Lăng, Trà Lũ, Đại Hoàng, Tiểu Hoàng. Do khu vực Kiến Xương khi ấy bị nạn ngập lụt, nạn đói, tiên công Hoàng Kim Bảng đã cùng với người em kết nghĩa là Đồng Đức Hấn tới khu cửa sông Bạch Đằng chiêu tập người quai đê lấn biển, lập nên thôn Vị Dương vào giai đoạn 1434-1442.
Nhóm hai cụ tiên công Đỗ Độ và Đào Bá Lệ gốc vùng Hà Nam - Nam Định, chiêu tập dân quai lấn lập nên xã Lương Quy phía đông xã Phong Lưu vào giai đoạn những năm niên hiệu Thiệu Bình tiếp theo (trước năm 1442).
Nhóm hai anh em Tiên công Phạm Nhữ Lãm và Phạm Thanh Lảnh, quê ở Quang Lang, Hà Nam, Hải Dương vào giai đoạn 1498-1504 cùng một số người quai đê lấn biển lập nên xã Hải Triều và xã Vị Khê.
Nhóm cư dân của 4 dòng họ: họ Ngô, họ Phạm Văn, họ Đặng, họ Phùng ở vùng Tả Quang, Chí Linh khoảng cuối triều Lê Hồng Đức (1490 – 1497) đến khai khẩn vùng đất cao phía tây bắc xã Hải Triều, lập nên một làng mới. Theo nhân dân trong vùng kể lại, khi mới thành lập nhân dân lấy tên Huyền Quang, tổ thứ ba của thiền phái Trúc Lâm đặt tên cho làng để lưu niệm danh nhân nơi quê cha đất tổ, sau vì kiêng húy Huyền Quang nên gọi là làng Quan, sau đổi thành làng Hương. Đến đầu triều Nguyễn, làng Hương đổi tên là Hưng Học.
Từ giai đoạn đầu mở cõi đến sang nửa sau thế kỉ 15, dân số Hà Nam đạt năm trăm người  rồi tăng lên gần một nghìn người dưới thời trị vì của vua Lê Thánh Tông. Người đời sau suy tôn các cụ đã có công khai sáng là các bậc Tiên công và lập miếu để thờ phụng.
Người dân Hà Nam luôn ghi nhớ về nguồn gốc của mình và tự hào mình là người gốc Thăng Long - Hà Nội. Nhà thờ họ Nguyễn ở Phong Cốc có câu đối thể hiện niềm kiêu hãnh nguồn cội này
Long Thành mộng ứng quang tiên thế (龍成夢應光先世)
Oa tỉnh thanh văn khải hậu nhân (蝸井聲聞啟後人)
Có nghĩa là: Long Thành ứng mộng vẻ vang tiên tổ, Giếng Ếch âm vang khởi nghiệp đời sau.
Hay nhà thờ họ Vũ thôn Cung Đường xã Phong Cốc cũng có câu đối:
Long Thành cựu chỉ tam huynh đệ (龍城舊址三兄弟)
Đông Hải khai canh nhị ngạc hoa (東海開耕二萼花)
Có nghĩa là: Thăng Long quê cũ 3 người anh em, Đông Hải khai canh hai đài với bông hoa (ý chỉ anh em gắn kết).

### Thời kỳ phong kiến
Về sơ bộ, sau gia đoạn quai đê lấn biển ban đầu, đảo Hà Nam gồm Phong Lưu gồm 4 làng Phong Cốc, Cẩm La, Yên Đông, Trung Bản tương ứng với khu vực Phong Hải, Phong Cốc và Cẩm La, Yên Hải ngày nay; Vị Dương, Lương Quy, Hải Triều, Vị Khê, tương ứng với khu Liên Hòa, Liên Vị, Tiền Phong ngày nay và Hưng Học tương ứng với khu Nam Hòa ngày nay.
Năm Thành Thái thứ 2 (1890) Vua Thành Thái nâng cấp 4 làng của Phong Lưu thành 4 xã tương ứng.
Trải qua các triều đại phong kiến từ khi lập đảo, đảo Hà Nam không ngừng được quai lấn rộng hơn và phát triển hơn. Hiện trên đảo còn lưu lại vô số bia đá, chỉ dụ, sắc phong trong suốt các triều đại từ nhà Lê, Mạc, Lê Trung Hưng, Tây Sơn và Nguyễn, lưu giữ lịch sử, và sự công nhận của các triều đại.
Từ thời Lê, đảo Hà Nam thuộc trấn An Bang (Đông Đạo) sau đó là trấn An Quảng. Đến năm 1931, vua Minh Mạng thành lập tỉnh Quảng Yên, Đảo Hà Nam vẫn nằm trong tỉnh Quảng Yên.

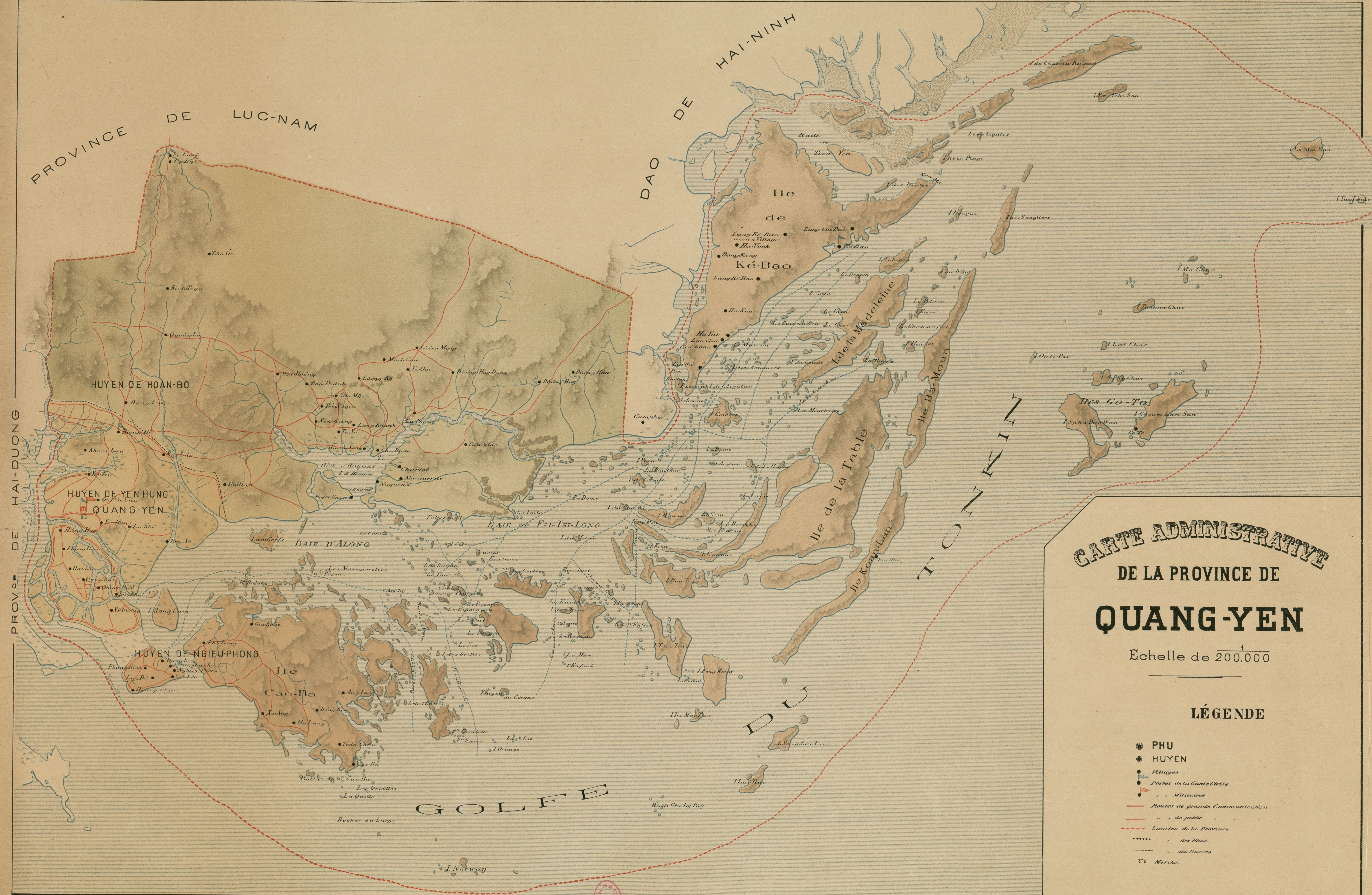
Bản đồ tỉnh Quảng Yên năm 1890 cho thấy Đảo Hà Nam thuộc "Huyen de Yen Hung"

### Thời kỳ thuộc Pháp tới độc lập 1945 và về sau
Sau khi giành độc lập, đảo Hà Nam thuộc huyện Yên Hưng. Ngày 28 tháng 2 năm 1947, thực dân Pháp đánh chiếm Yên Hưng. Đầu tháng 6 năm 1947, khu Hà Nam  thành lập được một chi bộ Đảng do đồng chí Đỗ Thị Sinh (1925-1947, quê Thạch Thất, Hà Tây cũ), bí danh Minh Hà làm bí thư.
Năm 1954, đảo Hà Nam vỡ đê, nhiều công trình kiến trúc cổ bị phá hủy.

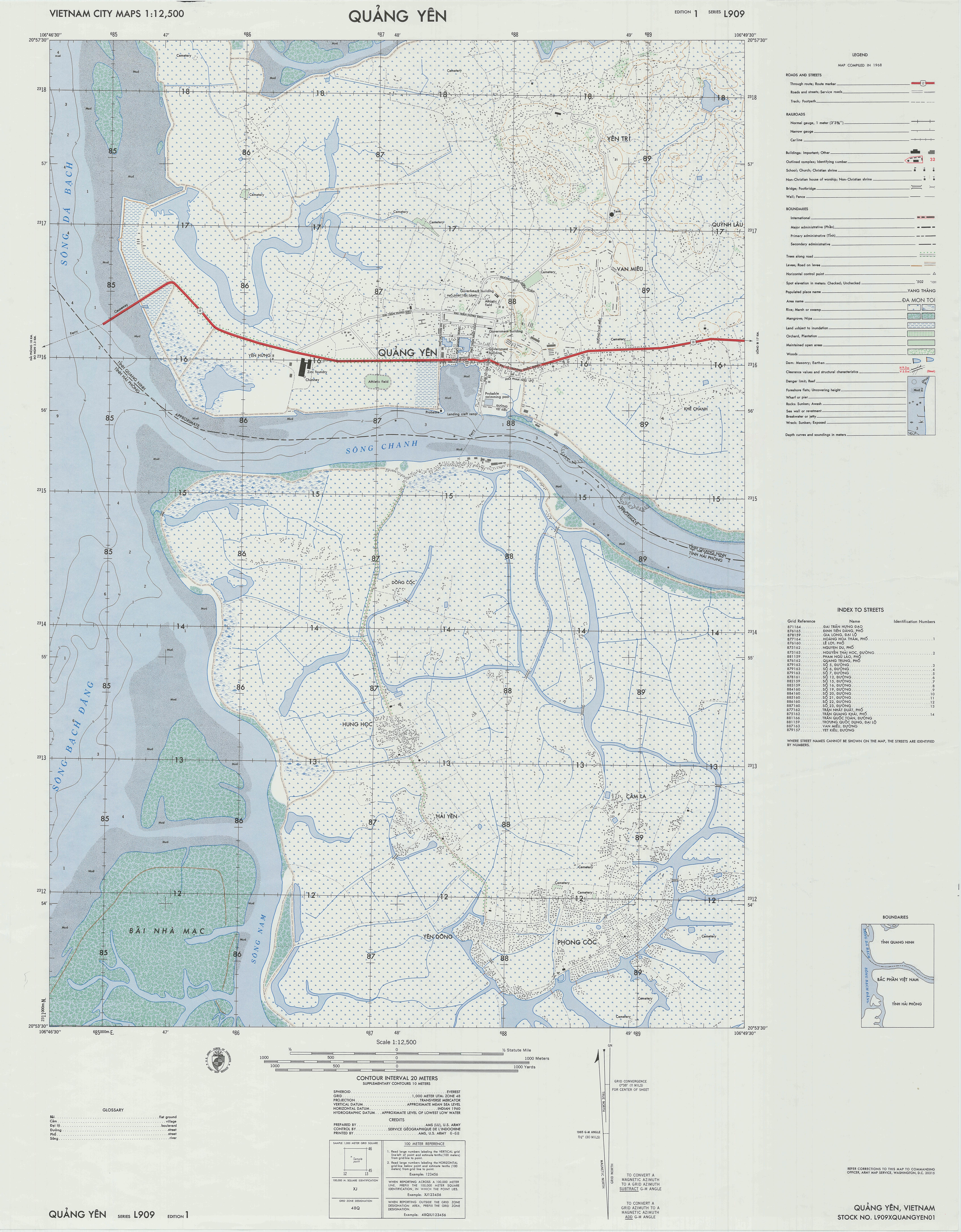
Bản đồ một phần Đảo Hà Nam của Mỹ giai đoạn thập kỷ 40-70

Ngày 23/6/1964 xã Phong Cốc được phân chia thành xã Phong Cốc mới và xã Phong Hải.
Ngày 24 tháng 4 năm 1998, thành lập xã Tiền Phong trên cơ sở điều chỉnh lại xã Liên Vị và Liên Hòa.
Năm 2005, nhân dân và Lực lượng vũ trang nhân dân xã Nam Hòa, huyện Yên Hưng, tỉnh Quảng Ninh được phong tặng danh hiệu Anh hùng Lực lượng vũ trang nhân dân có thành tích đặc biệt xuất sắc trong cuộc kháng chiến chống Mỹ, cứu nước.
Năm 2011, thành lập thị xã Quảng Yên trên cơ sở 31420,20 ha và 139596 nhân khẩu của huyện Yên Hưng cũ, các xã Phong Hải, Phong Cốc, Nam Hòa, Yên Hải được nâng cấp lên phường.

## Kinh tế

### Hiện trạng và triển vọng
Các ngành kinh tế chủ yếu của đảo Hà Nam là ngư nghiệp, nông nghiệp và tiểu thủ công nghiệp, tương lai có triển vọng phát triển du lịch và công nghiệp đóng tàu. Các khu vực đầm phá, bãi bồi, rừng mập mặt sú vẹt có tiềm năng đánh bắt, cải tạo để nuôi trồng hải sản.
Đảo Hà Nam còn là nơi có nhiều làng nghề thủ công truyền thống như đan thuyền nan và làm bánh gio (tro). Hơn hai trăm hộ gia đình và nhiều tổ hợp nhỏ làm nghề đan thuyền nan và ngư cụ, chủ yếu tập trung tại khu vực phường Nam Hoà. Mỗi năm họ bán ra thị trường hàng nghìn chiếc thuyền với nhiều trọng tải từ vài tạ đến 10 tấn. Nhiều gia đình khác ở Cẩm La, Phong Cốc, Phong Hải làm nghề bánh gio rồi mang bán tại chợ vào các ngày Tết, ngày giỗ kị, tiệc mừng thọ,...

### Quy mô và cơ cấu kinh tế[4]
Nông nghiệp: Số liệu 2010, diện tích trồng lúa năng suất cao đạt 4586,5 ha (98% tổng diện tích gieo trồng), năng suất bình quân 55 tạ/ha. Sản lượng lương thực 26.032 tấn. Giá trị ngành chăn nuôi đạt 30.64 tỉ đồng, chiếm 9,6% tỉ trọng giá trị sản xuất nông nghiệp. Ngành thủy sản có 4467 ha mặt nước đang nuôi trồng thủy sản, 2605 chiếc phương tiện đánh bắt hải sản gắn máy; tổng sản lượng thủy hải sản đánh bắt đạt 12.172 tấn, nuôi trồng đạt 5.191 tấn; giá trị ngành sản xuất nuôi trồng thủy hải sản đạt 43,711 tỉ đồng.
Công nghiệp - xây dựng: tổng giá trị ngành năm 2010 đạt 73, 3 tỉ đồng.
Thương mại - dịch vụ: tổng thu nhập ngành đạt 139 tỉ đồng, chiếm 18,3% tỉ trọng kinh tế.

### Cơ sở hạ tầng kinh tế nổi bật
Sau 7 năm xây dựng, sáng ngày 31/5/2016, Nhà máy sửa chữa tàu biển Nosco – Vinalines đã chính thức đón tầu biển đầu tiên vào sửa chữa.
Ngày 18/11 năm 2016, UBND tỉnh Quảng Ninh đã tổ chức trao giấy chứng nhận đăng ký đầu tư dự án phát triển tổ hợp cảng biển và khu công nghiệp tại Đầm Nhà Mạc tại thị xã Quảng Yên. Dự án có tổng mức đầu tư hơn 6.940 tỷ đồng. Theo kế hoạch, các nhà đầu tư sẽ tập trung đầu tư xây dựng và kinh doanh cơ sở hạ tầng cảng biển, khu công nghiệp, trong đó hệ thống cảng biển gồm 10 bến tàu cho tàu 50.000 DWT, dịch vụ logistic trên diện tích 1.129,2 ha. Thời gian thực hiện Dự án là 50 năm.

## Giáo dục
Các xã phường trên đảo đều có trường trung học cơ sở và tiểu học và mầm non công lập, nhưng chỉ có hai trường Trung học phổ thông.
Trường THPT Minh Hà, đặt theo bí danh đồng bí thư chi bộ Đảng đầu tiên của đảo Hà Nam - Minh Hà (1925-1947), nằm ở xã Cẩm La, thành lập từ năm 1966, là một trong những trường THPT sớm nhất ở Quảng Ninh, được nhà nước trao tặng huân chương Độc lập hạng 3 nhân dịp kỷ niệm 50 năm thành lập trường-2016, trường có quy mô khoảng 1000 học sinh.
Trường THPT Ngô Gia Tự, đặt theo tên Ngô Gia Tự (1908 – 1935) một trong những thành viên của chi bộ đảng Cộng sản đầu tiên ở Việt Nam, nằm giữa Phong Hải và Liên Hòa thành lập năm 2007, quy mô khoảng 800-900 học sinh.

## Giao thông và hạ tầng giao thông

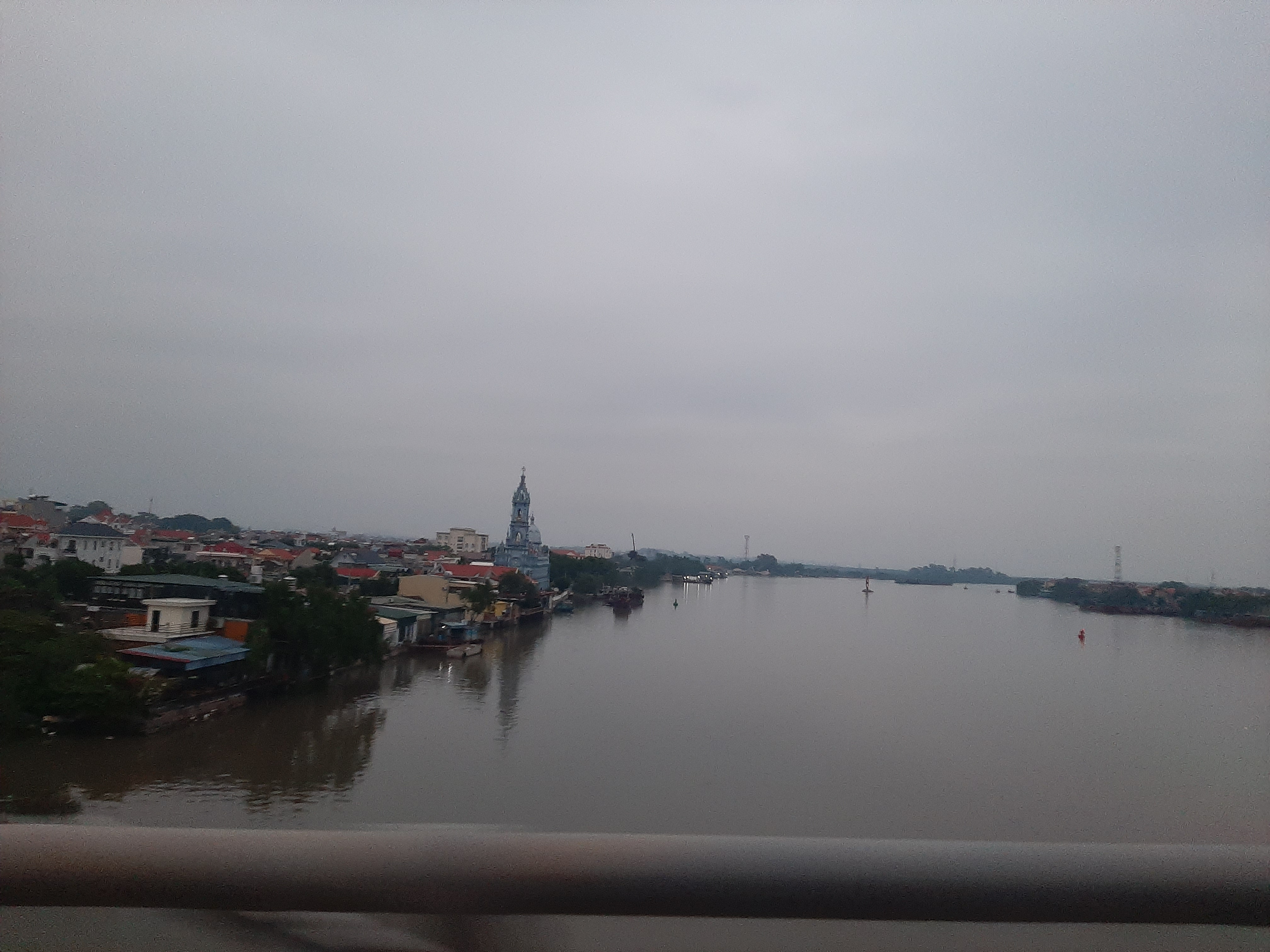
Bờ sông Chanh nhìn từ cầu sông Chanh nối phưởng Quảng Yên và phường Nam Hòa

Do nằm cô lập với đất liền, trước đây, dân đảo phải di chuyển bằng phà, đò để tiếp cận đất liền, các tuyến phà chủ yếu như phà Rừng - nối với Thủy Nguyên, Hài Phòng; phà Chanh - nối với thị trấn Quảng Yên (nay là phường Quảng Yên, thị xã Quảng Yên), phà Hà An, nối với Hà An, Quảng Yên.
24 tháng 7 năm 2001, cầu sông Chanh được khánh thành, thay thế phà Chanh. giúp nối liền hai mạn bắc-nam sông Chanh và kết nối đảo Hà Nam với các địa phương khác trong thị xã..
Dự án đường cao tốc kết nối Quốc lộ 5B Hải Phòng với Quốc lộ 18 đi đi qua địa phận đảo Hà Nam (cao tốc Hạ Long - Hải Phòng).
Ngày 24 tháng 9 năm 2016, hợp long cầu sông Rút thuộc tuyến cao tốc Hạ Long Hải Phòng ,  dài 802,35m, rộng 27m, gồm 6 làn xe cơ giới, nối từ đảo Hà Nam sang bãi nhà Mạc.
Cuối năm 2016, cầu Sông Chanh thuộc tuyến cao tốc Hạ Long Hải Phòng, thay thế phà Hà An (nối Hà An và Phong Hải), dài 1,32km, bề rộng 27m hoàn thành.
Ngày 30 tháng 4 năm 2018, cầu Bạch Đằng nối Hải An, Hải Phòng với bãi nhà Mạc (thuộc địa phận xã Liên Vị) được hợp long, ngày 1/9/2018 chính thức khánh thành. Cầu Bạch Đằng có ba trụ tháp, trụ tháp giữa cao 99,74m, trụ tháp hai bên cao 94,5m với bốn nhịp cầu dây văng, dài 3,5km (cả phần dẫn là 5,4km), rộng 25m.
Ngày 3 tháng 8 năm 2021, hợp long cầu Sông Chanh 2 (Cầu Đò Lá), thuộc dự án Đường nối từ nút giao Chợ Rộc đến nút giao Phong Hải (nối phường Quảng Yên với Cẩm La), cầu dài hơn 760m, rộng 12m.
Hiện dự án vành đai Tây nam nối từ Uông Bí đến cao tốc Hạ Long-Hải Phòng đang được lên kế hoạch, trên tuyến đường này sẽ xây dựng lại cầu sông Chanh nhỏ (năm 2001) sẽ mang tên mới là cầu Sông Chanh 3, và cầu xây mới cầu sông Rút 2.

## Văn hoá và lễ hội truyền thống
Vào dịp đầu năm mới âm lịch, dân địa phương tổ chức lễ hội Tiên Công tại miếu Tiên Công thuộc xã Cẩm La trên đảo Hà Nam., chính hội là ngày mùng 7 tháng Giêng âm lịch.Truyền thống để tưởng nhớ các vị tiên công đã có công lập đảo. Các cụ già từ 80 tuổi được làm lễ mừng thọ trọng thể, có thể tổ chức thành đám rước lên làm lễ ở miếu Tiên Công. Miếu Tiên công được xếp hạng di tích lịch sử, văn hóa cấp quốc gia theo quyết định số 34/QĐ-BVHTT  ngày 09  tháng 02 năm 1990. Lễ hội Tiên Công được công nhận là di sản văn hóa phi vật thể quốc gia theo quyết định số 1852/QĐ-BVHTTDL ngày 8 tháng 5 năm 2017
Ngoài ra, dịp cuối và đầu năm, các hộ gia đình còn làm cỗ, rước lên nhà thờ họ để bày tỏ lòng biết ơn và tưởng nhớ tổ tiên, gọi là lễ "Chạp họ" hoặc "Lên cỗ họ"
Vào dịp đầu tháng 6 âm lịch, khu Phong Hải-Phong Cốc có Lễ hội xuống đồng, hoạt động chủ yếu là thi tay nghề cấy lúa và đua thuyền rồng. Lễ hội tuy có lịch sử lâu đời nhưng có thời kỳ bị gián đoạn đến mãi năm 2007 mới được phục dựng. Lễ hội xuống đồng được công nhận là di sản văn hóa phi vật thể quốc gia theo quyết định số 3425/QĐ-BVHTTDL ngày 10 tháng 11 năm 2023.
Loại hình văn nghệ dân gian nổi bật nhất ở Hà Nam là hát Đúm Hà Nam lối hát chủ yếu là đối đáp giao duyên  có từ thời tiền nhân từ Thăng Long đến lập đảo.

## Các công trình, di tích và địa danh nổi tiếng
Đảo Hà Nam còn lưu giữ được tới 130 di tích lịch sử, văn hóa như đình chùa, đền, miếu, nhà thờ tổ các dòng họ, trong đó có 30 di tích được xếp hạng cấp quốc gia, cấp tỉnh; 21 nhà thờ được cấp bằng di tích quốc gia.

### Khu vực Nam Hòa

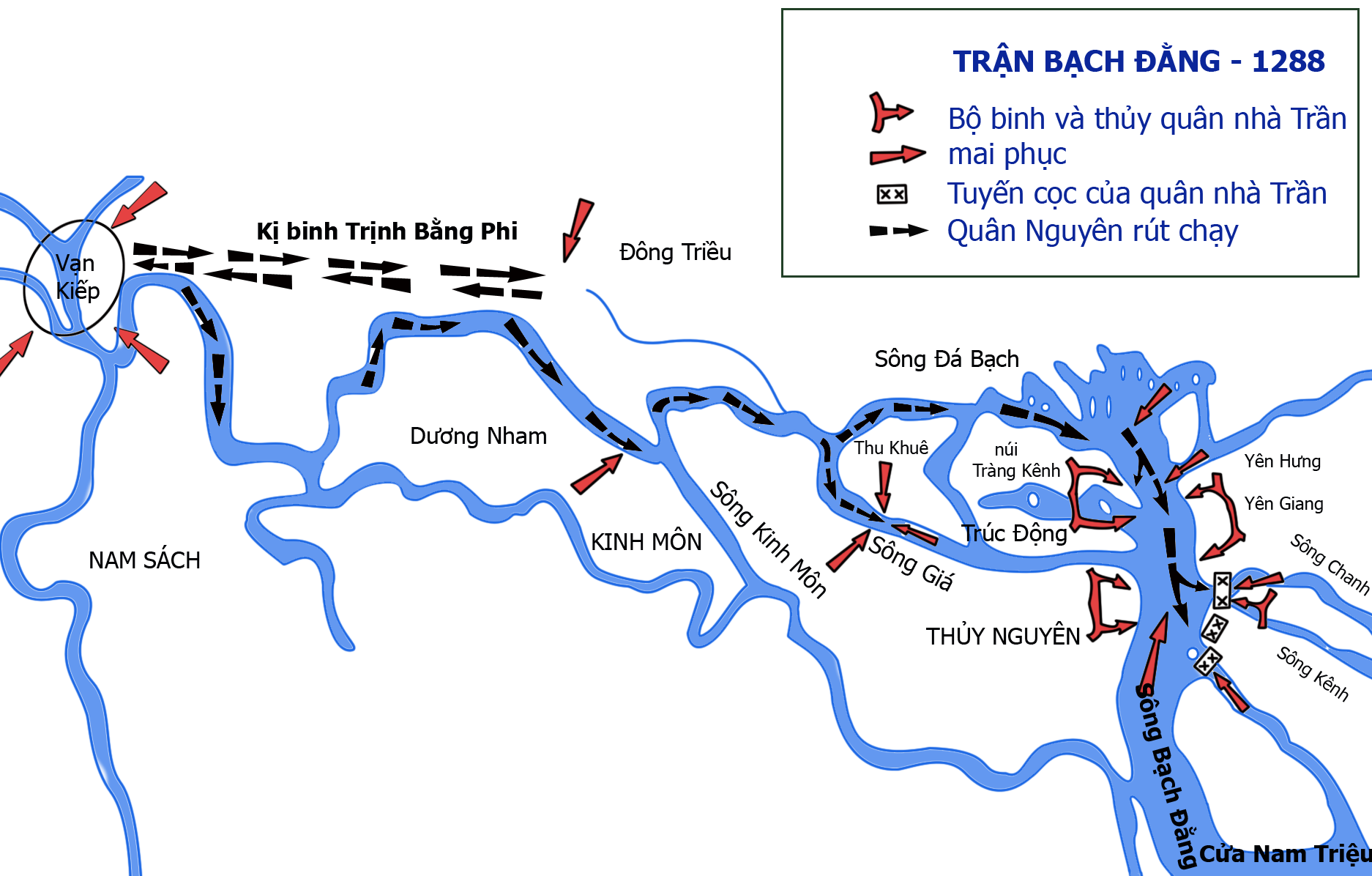
Lược đồ trận địa và các bãi cọc trong chiến thắng quân Nguyên Mông của Quân đội Đại Việt năm 1288 trên sông Bạch Đằng. Trong đó có bãi cọc Vạn Muối và Má Ngựa

Các bãi cọc Bạch Đằng: Phía Bắc của đào Hà Nam là di tích bãi cọc Bạch Đằng năm 1288, quân dân nhà Trần chống Mông Nguyên. Bao gồm bãi cọc Yên Giang được khai quật lần đầu năm 1958, cọc ở đây chủ yếu là gỗ lim, táu dài 2,6 - 2,8 m, đường kính 20 – 30 cm. Phần cọc được đẽo nhọn dài 0,5 - 1m để cắm thẳng xuống sông với khoảng cách trung bình 1 m. Đồng Vạn Muối được phát hiện năm 2005, những cọc gỗ cắm đứng và cắm xiên trong khu vực đồng Vạn Muối thuộc nhiều loại gỗ được sử dụng cả thân và cành. Đường kính mỗi cọc từ 7 – 10 cm, phần được vạt nhọn chỉ khoảng 25 – 30 cm. Mật độ cọc ở đây rất dày, phổ biến cách nhau từ 40 – 60 cm, một số cọc chỉ cách nhau từ 10 – 30 cm. Đồng Má Ngựa được phát hiện và tiến hành khảo sát, khai quật vào năm 2010. Bãi cọc có chiều dài 70 m, rộng 30 m, cắm cọc thuộc nhiều loại gỗ có đường kính từ 6 – 22 cm dày đặc thành dải như một lớp tường thành. Các di tích bãi cọc Bạch Đằng nằm trong di tích lịch sử Bạch Đằng được Thủ tướng Chính phủ xếp hạng di tích quốc gia đặc biệt trong Quyết định số 1419/QĐ-TTg ngày 27 tháng 9 năm 2012.
Đình Hưng Học được xây dựng khoảng từ cuối thế kỷ XVII, ở vị trí gần chùa Hưng Học, đến năm 1841 mới chuyển đến vị trí hiện nay. Năm 1875 được xây dựng với quy mô lớn. Năm 1935 được trùng tu to lớn như ngày nay. Trong đình thờ hai vị thành hoàng là Đức Huyền Quang Lý Đạo Tái, vị tổ thứ ba của thiền phái Trúc Lâm và Đông hải bản thổ Vũ Hoàng Đào làm thành hoàng làng trừ ôn dịch giúp dân Hưng Học. Trong đình còn lưu giữ nhiều hiện vật có giá trị như: 6 đạo sắc phong, câu đối.. Năm 2012 được Bộ Văn hóa Thể thao và Du lịch nhân nhận là di tích lịch sử văn hóa, di tích kiến trúc nghệ thuật cấp Quốc gia. Đình có lễ hội vào 12 đến 15 tháng giêng hàng năm.
Đình Đồng Cốc Đình Đồng Cốc nằm sát Đền Trung Cốc và khu vực Đồng Vạn Muối thuộc phường Nam Hòa, thị xã Quảng Yên, tỉnh Quảng Ninh. Xưa kia khu Đồng Cốc được dân làng  xã Phong Lưu (xưa) lên khai khẩn lập làng. Khoảng năm 1807 Đình Đồng Cốc được xây dựng thờ Trần Hưng Đạo và Tướng quân Phạm Ngũ Lão làm thành hoàng làng. Năm 1955 do có trận hồng thủy làm cuốn đi mọi đồ thờ của đình, sau đó dân làng xây dựng lại và thờ thêm tướng quân Trần Huệ làm thành hoàng cho đến ngày nay. Đình có hội vào ngày 20 tháng giêng.
Chùa Giữa Đồng nằm ở nằm ở phường Nam Hòa, được xây dựng giữa một cánh đồng khoảng năm 1797 có tên là chùa Giữ Đồng, sau này đổi tên thành chùa Giữa Đồng. Ngày lễ hội chính là mùng 9 tháng giêng âm lịch hàng năm.
Chùa Hưng Linh được xây dựng vào thời Lê (khoảng năm 1590) thuộc địa phận thôn Hưng Học - Nam Hòa, thờ Huyền Quang Tổ Sư vốn là đệ tam tổ Trúc Lâm Yên Tử. Trong chùa hiện còn lưu giữ nhiều pho tượng, chuông đồng và đồ thờ có giá trị.
Chùa Trà Linh Tự hay còn gọi là Chùa Chè được xây dựng vào thời Hậu Lê, thế kỷ 17, được trùng tu tôn tạo năm 2014. Hiện, Trà Linh Tự còn lưu giữ một quả chuông đồng năm Vĩnh Hựu thứ 2 triều Lê (1736) và 19 pho tượng, cùng nhiều hoành phi, câu đối và các đồ thờ tự có giá trị khác.
Đền Trung Cốc thuộc Nam Hòa. Tương truyền để chuẩn bị cho xây dựng bãi cọc đồng Vạn Muối, đại vương Trần Hưng Đạo và danh tường Phạm Ngũ Lão đã bị mắc cạn thuyền ở gò đất thôn Đông Cốc, phải huy động dân binh, thuyền chài tới kéo thuyền ra. Dân địa phương đã lập đền để phụng thờ hai ông tại khu vực ấy. Ban đầu đền được xây dựng bằng tranh tre, đến năm Gia Long thứ 6 (1807) xây dựng lại như ngày nay. Trong đền có hai pho tượng Trần Hưng Đạo và Phạm Ngũ Lão, một số sắc phong và đồ thờ tự có giá trị nghệ thuật cao. Lễ hội đền Trung Cốc diễn ra vào ngày 8 tháng 3 âm lịch hàng năm. Đền được xếp hạng đi di tích lịch sử, văn hóa cấp quốc gia năm 1996, đền Trung Cốc nằm trong di tích lịch sử Bạch Đằng được Thủ tướng Chính phủ xếp hạng di tích quốc gia đặc biệt trong Quyết định số 1419/QĐ-TTg ngày 27 tháng 9 năm 2012.

### Khu vực Yên Hải
Di tích Hồ Mạch gắn với thời kỳ lập đảo. Dân địa phương lưu truyền câu chuyện các vị tiên công khi đến khu vực Hà Nam khi ấy, trong một đêm mưa đã nghe thấy tiếng ếch kêu giữa vùng sú vẹt, nhận thấy có thể có nguồn nước ngọt, họ đã tìm kiếm và phát hiện một mạch nước nhỏ, chảy mãi không cạn nên đã quyết định lưu lại mở mang vùng đất. Mạch nước ấy được khai đào thành hồ lấy nước ngọt phục vụ cuộc sống, trở thành Hồ Mạch. Ngày nay di tích Hồ Mạch thuộc Yên Đông, diện tích còn khoảng 5 sào bắc bộ. Di tích Hồ Mạch được công nhận di tích lịch sử cấp Quốc gia theo Quyết định số 2973/QĐ – BVHTTDL tháng 11 năm 2021.
Chùa Pháp Âm hay còn gọi là chùa Yên Đông  thuộc địa phận Yên Đông - Yên Hải, được xây dựng khoảng năm 1470, đến nay đã được nhiều lần trùng tu. Trong chùa hiện còn lưu giữa hàng trăm hiện vật là đồ thờ, tượng phật, bia đá là những cổ vật và tư liệu lịch sử có giá trị. Năm 2000, chùa được Bộ Văn hóa - Thông tin cấp bằng công nhận là di tích kiến trúc nghệ thuật.
Đình Hải Yến Thuộc Yên Hải, được xây dựng vào cuối thế kỷ XVIII. Đình thờ thần Phạm Tử Nghi và phối thờ các vị Tiên Công của các dòng họ đã có công lập làng Hải Yến. Trong đình còn lưu giữ một bia đá và 6 đạo sắc phong cổ và nhiều cấu đối, đại tự có giá trị. Đình được xếp hạng di tích cấp Quốc gia năm 2003.
Đình Yên Đông được xây dựng khoảng từ cuối thế kỷ XV thờ Thần Nông và Nguyễn Đăng Minh (1623-1696 - Đệ tam giáp đồng Tiến sĩ xuất thân khoa thi Bính Tuất niên hiệu Phúc Thái thứ 4 (1646) thời Lê Chân Tông) làm thành hoàng. Ban đầu đình có quy mô nhỏ, đến năm 1814 được xây dựng lại với quy mô lớn nhất vùng. Năm 1972 cột đình bị cháy, đình hư hỏng nặng phải tháo dỡ. Năm 2000 nhân dân làng Yên Đông cho xây lại ngôi đình mới trên vị ngôi đình cũ, với quy mô nhỏ hơn. Trong đình hiện còn lưu giữ sắc phong cho Thành hoàng Nguyễn Đăng Minh, bia đá, cùng nhiều đồ thờ có giá trị.

### Khu vực Cẩm La

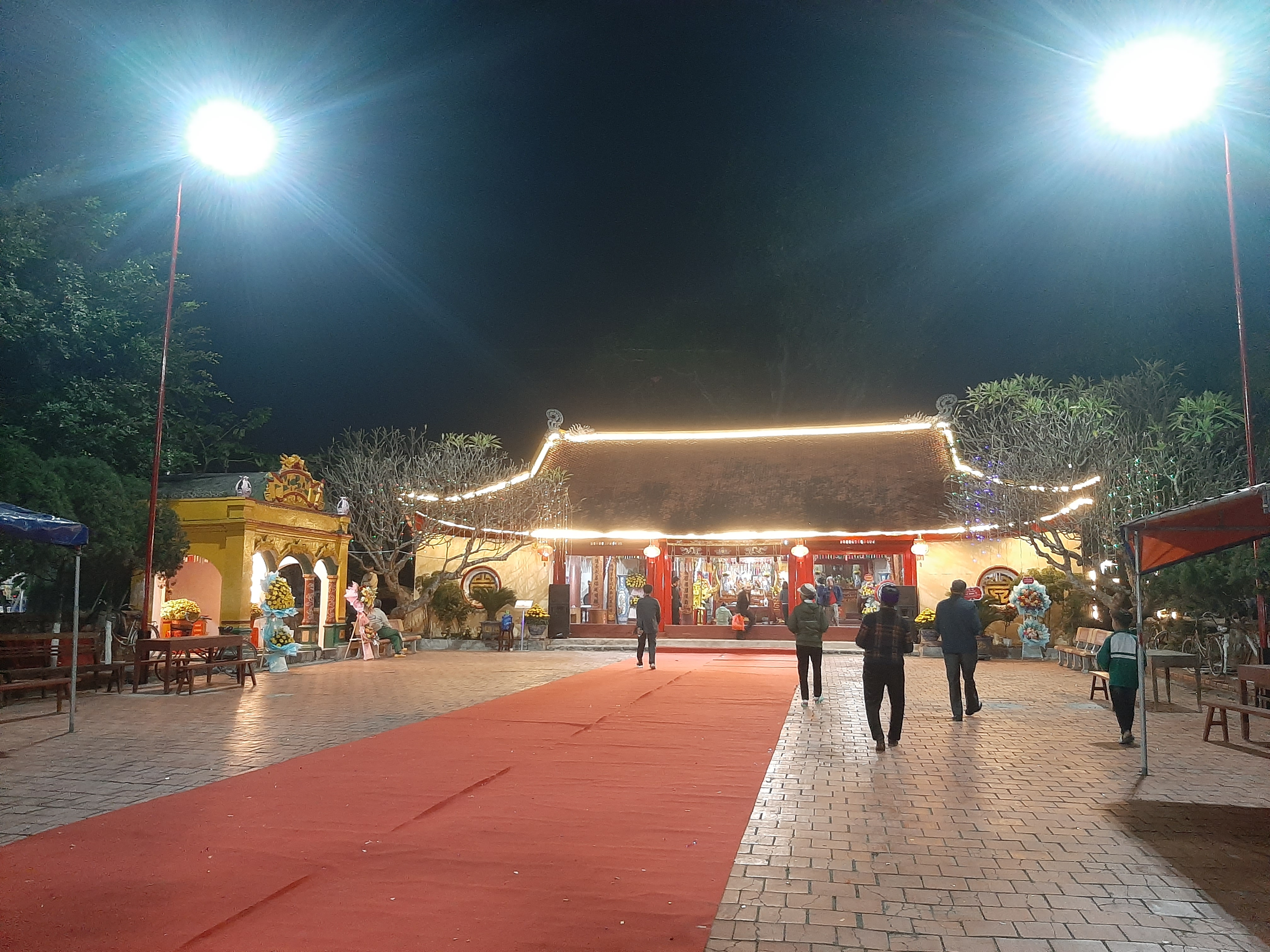
Miếu Tiên Công

Miếu Tiên Công là nơi phụng thờ 19 cụ tiên công đầu tiên đến lập đảo. Căn cứ vào một số cột, vì kèo và mấy thanh nóc xà cũ, người ta phán đoán niên đại gần nhất của ngôi đền vào năm Gia Long thứ ba đời Nguyễn (1804). Trên câu đầu nhà thờ tổ có ghi niên đại xây dựng “Gia Long tam niên trọng hạ nguyệt, cốc nhật thượng trụ thượng lượng”. Tuy miếu Tiên Công không thể hiện nhiều những giá trị về kiến trúc và nghệ thuật, nhưng lại là nơi có giá trị lịch sử khi lưu giữ khá nhiều hiện vật và đồ tự có giá trị. Hiện nơi đây còn lưu giữ sắc phong của vua Khải Định ngày 25/7/1924. Sắc phong có nội dung: “ Sắc cho bốn xã Phong Cốc, An Đông, Cẩm La, Trung Bản, tổng Hà Nam, thị xã Quảng Yên thờ phụng các bậc tiên tổ có công khai canh, lập ấp. Ngoài ra còn có mâm truyền tự bằng gỗ làm vào tháng 5/1937. Miếu Tiên Công được xếp hạng di tích lịch sử cấp quốc gia năm 1990Ngày 20 tháng 2 năm 2018, lễ hội Miếu Tiên Công đã được chính thức công nhận là Di sản Văn hóa phi vật thể Quốc gia. Trong miếu tiên công có câu đối ca ngợi công lao:
Năng lực kiên cường phụ đê ngự thủy khẩn hoang dương danh kim cổ (能力堅強埠堤御水懇荒揚名今古)
Kỳ công vĩ đại tang hải thành điền canh tác kiến nghiệp tử tôn (奇功偉大桑海成田耕作建業子孫)
Có nghĩa là: Năng lực kiên cường đắp đê ngăn nước khai hoang mở đất nổi danh kim cổ, Kỳ công vĩ đại thay chua rửa mặn canh tác cấy trồng khởi nghiệp cháu con.
Miếu Đò Lá thuộc Cẩm La. Theo tục thờ thần biển của người dân trên đảo Hà Nam, ngoài ra trong miếu còn phối thờ Hội đồng Trần Triều và đức thánh Trần Hưng Đạo. Tương truyền rằng xưa kia cạnh miếu có bến đò chở khách qua sông Chanh. Khu vực này thường có người chết đuốc trôi dạt vào. Dân khu Cẩm La và Phong Cốc lập miếu thờ Thủy Cung Thánh Mẫu nhằm cầu mong phù hộ cho nhưng người dân qua sông an toàn và phù hộ cho những linh hồn chết đuối được siêu thoát.
Chùa La hay Tam Thánh Tự được xây dựng vào khoảng thế kỷ XVI tại khu vực Thầu Đâu, xã Cẩm La. Hiện chùa còn lưu giữ 26 pho tượng phật, một chuông đồng cổ và nhiều đồ thờ có giá trị. Chùa xếp hạng di tích lịch sử văn hóa cấp tỉnh.

### Khu vực Phong Cốc
Đình Cốc là một trong những ngôi đình lớn và đẹp nhất ở Hà Nam, đã được Bộ VH-TT (nay là Bộ VH-TT&DL) xếp hạng Di tích kiến trúc nghệ thuật quốc gia ngày 22-3-1988, được trùng tu tôn tạo vào năm 2012. Đây là địa điểm trung tâm của lễ hội xuống đồng.
Miếu Cốc được xây dựng vào khoảng năm 1800, thuộc xóm Miếu, Phong Cốc. Miếu Cốc là nơi thờ “Tứ vị Thánh nương” làm Thành Hoàng, có lễ vào 10 tháng giêng.

### Khu vực Phong Hải
Đình Trung Bản tại Trung Bản, Phong Hải; tương truyền khi Quốc Công Tiết Chế, Hưng Đạo Đại Vương Trần Quốc Tuấn đi khảo sát trận địa Bạch Đằng, trận 1288, đảo Hà Nam khi ấy mới chỉ là các bãi bổi cửa sông, ngài đi đến đây thì tóc bị xõa, ngài đã chống kiếm xuống để buộc tóc. Sau này dân chúng lập nơi thờ. Đình Trung Bản cùng với bãi cọc Vạn Muối, bãi cọc Má Ngựa và Đền Trung Cốc (Nam Hòa) thuộc Khu di tích lịch sử Bạch Đằng được Thủ tướng Chính phủ xếp hạng di tích quốc gia đặc biệt trong Quyết định số 1419/QĐ-TTg. năm 2012.
Chùa Cốc hay còn gọi chùa Phong Quang có lịch sử lâu đời nhưng đã bị hủy hoại không còn, mãi đến 2008 mới được xây dựng lại, có hội ngày 8 tháng giêng.
Đền thờ liệt sĩ Minh Hà nằm tại Cống Mương, Phong Hải. Liệt sĩ Minh Hà là bí danh của đồng chí Đỗ Thị Sinh (1925-1947) quê gốc ở Thạch Thất, Hà Tây cũ, có thời kỳ tham gia hoạt động cách mạng ở huyện Yên Hưng cũ (nay là thị xã Quảng Yên). Chi bộ đảng đầu tiên ở Hà Nam do đồng chí Minh Hà là người đã thành lập và đảm nhiệm vị trí bí thư. Ngày 12 tháng 7 năm 1947, đồng chí bị thực dân Pháp bắt và tra tấn đến chết vào 14/7, xác liệt sĩ bị đem thả trôi sông. Hai ngày sau đó, dân địa phương vớt được thi thể. Tại địa điểm ấy, dân địa phương lập miếu thờ. Năm 2005 liệt sỹ Minh Hà được truy tặng danh hiệu Anh hùng Lực lượng vũ trang nhân dân có thành tích đặc biệt xuất sắc trong cuộc kháng chiến chống thực dân Pháp xâm lược.

### Khu vực Liên Hòa
Chùa Quỳnh Biểu thuộc Liên Hòa, được xây dựng vào khoảng thế kỷ XVI. Hiện nay trong chùa có 9 pho tượng Phật, 1 pho tượng Đức Ông, 1 pho tượng Đường Tăng, 2 pho tượng Hộ pháp và 3 pho tượng Mẫu.
Đình Lưu Khê thuộc Liên Hòa, được xây dựng vào khoảng năm 1822, là một ngôi đình cổ, lớn, kiến trúc độc đáo mang đậm phong cách đình làng Việt Nam thế kỷ XVIII và XIX. Trong đình thờ Đức thánh Trần Hưng Đạo làm thành hoàng làng và phối thờ hưởng hai tiên công Đỗ Độ và Đào Bá Lệ có công quai đê lấn biển lập làng. Đình được công nhận di tích kiến trúc nghệ thuật cấp Quốc gia năm 1995.
Di tích miếu Phạm Tử Nghi tại Cống Lưu Khê, Liên Hòa, là di tích lịch sử thờ đức thánh Phạm Tử Nghi, một vị tướng có công đánh giặc ngoại xâm phương bắc, thế kỷ XVI. Hàng năm vào ngày 13 và 14 tháng 9 âm lịch có tổ chức ngày giỗ ông.

### Khu vực Liên Vị
Chùa Rui thuộc xã Liên Vị. Chùa Rui tên chữ là Linh Quang Tự, được xây dựng vào năm 1470. Năm 1954, ngôi chùa bị sập đổ do vỡ đê và lụt lớn. Năm 1987, nhân dân địa phương xây dựng lại chùa chính, năm 1995 dựng lại nhà Tổ. Hiện nay chùa Rui còn lưu giữ 26 pho tượng, 11 tấm bia đá, một cây hương đá, một quả chuông đồng đúc năm 1706 cùng nhiều đồ thờ tự có giá trị khác.

### Hệ thống nhà thờ họ, từ đường
Hệ thống nhà thờ họ, từ đường của các dòng họ trên đảo Hà Nam,theo khảo sát của các nhà nghiên cứu, được xây dựng vào khoảng thời gian từ năm 1600 đến 1650, sớm hơn cả các đình làng. Các công trình này được xét là di tích lưu niệm danh nhân mở đất khu đảo và hầu hết được xếp hạng di tích lịch sử quốc gia theo Quyết định số 51/2001/QĐ-BVHTT ngày 27/12/2001. Duy chỉ có từ đường họ Phạm (thờ Tiên công Phạm Nhữ Lãm) tại làng Hải Yến, phường Yên Hải được xét công nhận vào năm 2004 và từ đường họ Phạm ở thôn Vị Khê, xã Liên Vị (thờ Tiên công Phạm Thanh Lảnh) được công nhận muộn nhất vào dịp giữa 2012.

## Sản vật
Bành gio ở Hà Nam có điểm đặc biệt về tạo hình và nguyên liệu so với những nơi khác, có hình trụ thon dài, đường kính khoảng 5 cm, được làm từ gạo nếp ngâm qua tro của cây giá và vỏ bưởi, đun chín nhuyễn, được ăn cùng đường tinh.
Bánh giầy ở Hà Nam có đặc điểm là có kích cỡ khá lớn, và đầy đặn, là một trong những thứ không thể thiếu trong hầu hết các ngày lễ tết, ra cỗ họ, hội hè và cưới hỏi ờ đảo Hà Nam.
Ở Hà Nam còn có một đặc sản nức tiếng, đó là con Ngán, một loài nhuyễn thể cùng họ với ngao sò nhưng kích cỡ và chất lượng vượt trội, chỉ chất nước và thổ nhưỡng tự nhiên của khu vực mới khiến ngán ở khu vực Hà Nam đặc biệt thơm ngon và bổ dưỡng.
Long mã - là tạo hình con long mã, một trong những linh vật trong văn hóa Việt Nam, được thực hiện rất cầu kỳ và công phu từ hoa quả, cành lá, nhằm mục đích trang trí cho mâm quả chủ yếu trong dịp mừng thọ, đám ma của người cao tuổi ở Hà Nam.

## Người địa phương nổi tiếng
- Nguyễn Công Bao[92] (1947-1973) quê Cẩm Lũy, Cẩm La, nhập ngũ năm 1968, là một trong 8 chiến sĩ lừng danh của Đoàn 10 Đặc công Rừng Sác - đơn vị hai lần Anh hùng. Đêm ngày 2 rạng 3-12-1973, ông cùng đồng đội tham gia trận đánh Kho xăng Nhà Bè của Mỹ – ngụy bên sông Lòng Tàu (Sài Gòn), đốt cháy toàn bộ Tổng kho xăng dầu Nhà Bè với 200 triệu lít xăng trong 12 bồn chứa lớn và diệt nhiều tàu chiến địch. Ông hy sinh trong trận đánh ấy, được tuyên dương “Hành động Anh hùng” và truy tặng Huân chương Chiến công hạng Nhất. Năm 2013, liệt sĩ Nguyễn Công Bao được truy tặng danh hiệu Anh hùng Lực lượng vũ trang nhân dân trong sự nghiệp chống Mỹ cứu nước. Tên ông được lấy đặt cho một con đường ở huyện Cần Giờ, thành phố Hồ Chí Minh. Hình tượng ông và đồng đội Phạm Văn Tiềm được lấy để tạo tác tượng đài “Đặc công rừng Sác” tại Nhơn Trạch, Đồng Nai. Năm 2015, tên ông được lấy đặt tên cho tuyến đường liên xã trên đảo Hà Nam.

- Nhạc sỹ Huy Tuấn, nhạc sĩ, nhà sản xuất âm nhạc, giám đốc âm nhạc của Việt Nam, quê Phong Cốc.[93]

- Ngô Thị Minh (1964), thứ trưởng bộ giáo dục Việt Nam, quê phường Nam Hòa.[94]

- Đào Hồng Tuyển (1954) là Chủ tịch Hội đồng Quản trị Tập đoàn Tuần Châu, Phó Chủ tịch Thường trực Hội Cựu chiến binh Đoàn tàu Không số Việt Nam. Ông được nổi tiếng bởi sự giàu có với vai trò "chúa đảo" Tuần Châu tại Quảng Ninh.[95]

- Dương Phượng Toại[96] (1950) bút danh Cẩm Phượng, quê Cẩm La là nhà văn, nhà thơ.[97][98]

- Lê Đồng Sơn (1945)[99] Nguyên trưởng phòng Văn hóa TX Quảng Yên, Hội viên Hội Khoa học Lịch sử Việt Nam, hội Văn nghệ dân gian Việt Nam, hội Di sản văn hóa Việt Nam.

- Phạm Thanh Quyết (1954)[100][101], Nghệ nhân ưu tú[102], quê gốc Phong Hải, là người tích cực sưu tầm và truyền bá các làn điệu hát Đúm của địa phương.[93]
- Vũ Tư Khang (1945), quê Cẩm La, hội viên Hội Mỹ thuật Việt Nam,  Giải thưởng Nhà Văn hóa Hà Nội 1986, Giải thưởng Triển lãm Quân Đội và Triển lãm kỷ niệm 35 năm Hội NSTH VN, Giải thưởng hội họa-1994 của Ủy ban TW Liên hiệp VHNT Việt Nam.[103]

## Khu vực bãi nhà Mạc và các cồn bãi lân cận

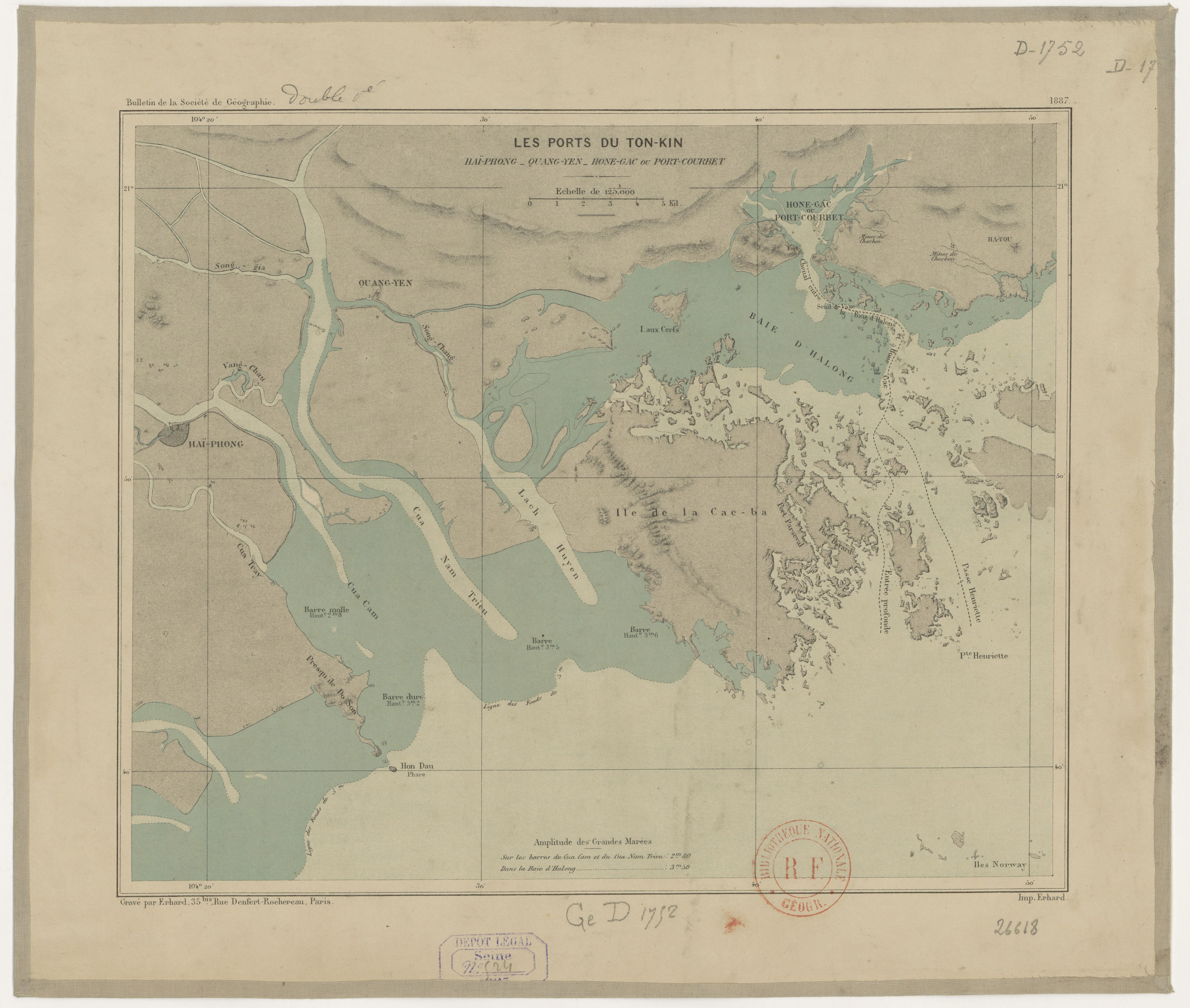
Bản đồ khu vực Quảng Yên - Hải Phòng năm 1887, nhiều khu vực mà nay được gọi là bãi nhà Mạc, đầm nhà Mạc vẫn chưa được thể hiện trên bản đồ

Khu bãi hay còn gọi đầm nhà Mạc nằm ở phía Tây của đảo Hà Nam, cách một nhánh sông nhỏ - sông Rút. Về mặt địa lí cũng là một khu vực bãi bồi biệt lập. Bãi nhà Mạc hầu như không có dân cư sinh sống thường xuyên do không có nguồn nước, không được quai lấn, cải tạo. Nhưng so với các bãi bồi rải rác khác, bãi nhà Mạc có diện tích lớn hơn hẳn (cỡ 80% diện tích đảo Hà Nam). Cái tên Bãi nhà Mạc thể hiện dấu ấn mà nhà Mạc lưu lại nơi đây.
Mạc Đăng Dung (1483-1541) và triều Mạc (1527-1592) có nhiều dấu ấn trên đất Quảng Ninh nói chung và đảo Hà Nam nói riêng. Ngày nay, một số nơi như miếu Động Linh, xã Minh Thành, miếu Vu Linh, xã Yên Hải (Yên Hưng) thờ ông. Có nơi thờ Phạm Tử Nghi (1509-1551) - một tướng của Mạc Đăng Dung là thành hoàng của làng như ở làng Hải Yến, xã Yên Hải.
Trước đây, dân cư khu vực xung quanh, mà chủ yếu là dân cư đảo Hà Nam đã có sự hiện diện và thực hiện những hoạt động sản xuất kinh tế tại đây, chủ yếu là cải tạo các đầm, phá nuôi trồng đánh bắt thủy hải sản. Giai đoạn hiện nay, khi sự phát triển kinh tế ngày càng mạnh mẽ, bãi nhà Mạc được gắn kết với đảo Hà Nam hơn bao giờ hết. Dự án đường cao tốc kết nối Quốc lộ 5B Hải Phòng với Quốc lộ 18 đã trở thành trục đường kết nối trực tiếp và liên tục cả hai khu vực. Dự án Khu công nghiệp dịch vụ Đầm Nhà Mạc được chính phủ đồng ý chủ trương từ 2016 và được cấp phép đầu tư ngày 18/11/2016 với phần diện tích bao gồm trọn vẹn khu Bãi nhà Mạc, mở rộng sang phần phía Nam của đải Hà Nam thành một khối.
Về mặt địa giới, bãi nhà Mạc thuộc thuộc 4 phường xã: phường Nam Hòa, Phong Cốc và Yên Hải và Liên Vị.
Phía Tây Bắc đảo có một cồn nhỏ, diện tích khoảng 1 km vuông thuộc phường Nam Hòa.
Cuối 2017, đầu 2018, xảy ra tranh chấp giữa Quảng Ninh và Hải Phòng về một khu vực có diện tích khoảng 1,2 km vuông, nằm phía đuôi đảo Hà Nam, khi thi công tuyến đường nối từ cao tốc Hạ Long – Hải Phòng đến khu công nghiệp Nam Tiền Phong. Trước đó chính phủ đã có chỉ đạo "cần xem xét đảm bảo không thực hiện triển khai khu công nghiệp tại khu vực đang tranh chấp giữa Quảng Ninh và thành phố Hải Phòng (khu công nghiệp Đầm Nhà Mạc)".